# 本別站

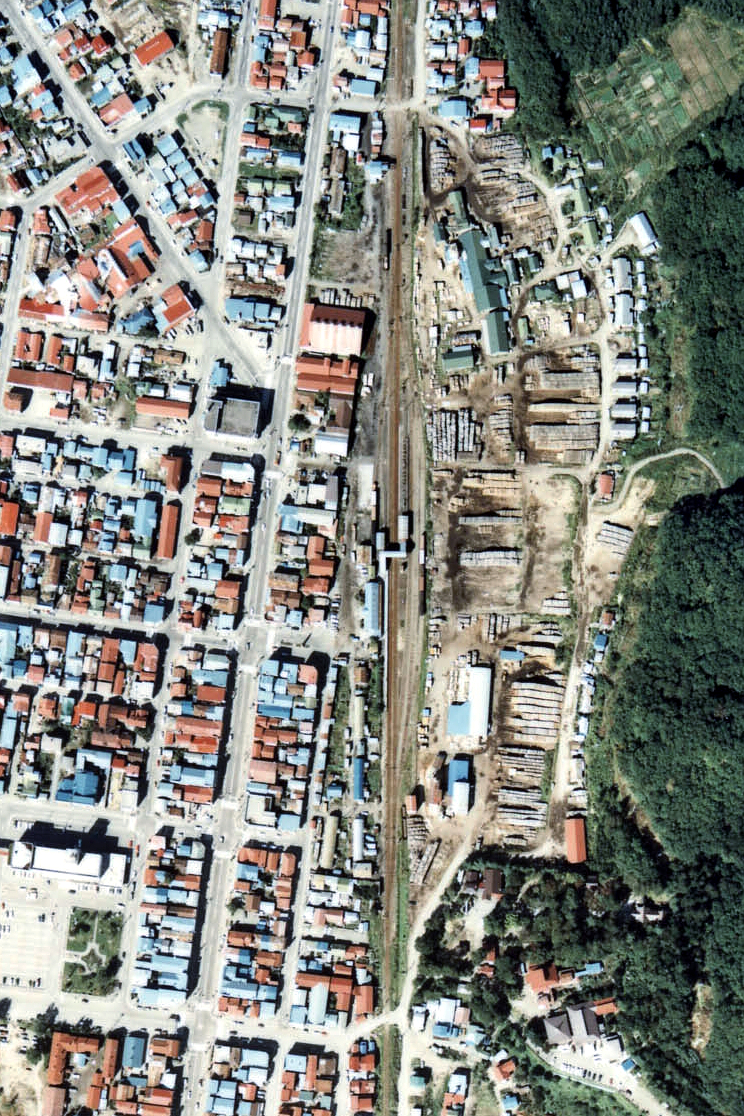
1977年的本別站與方圓500米×750米範囲。上方是北見方向。

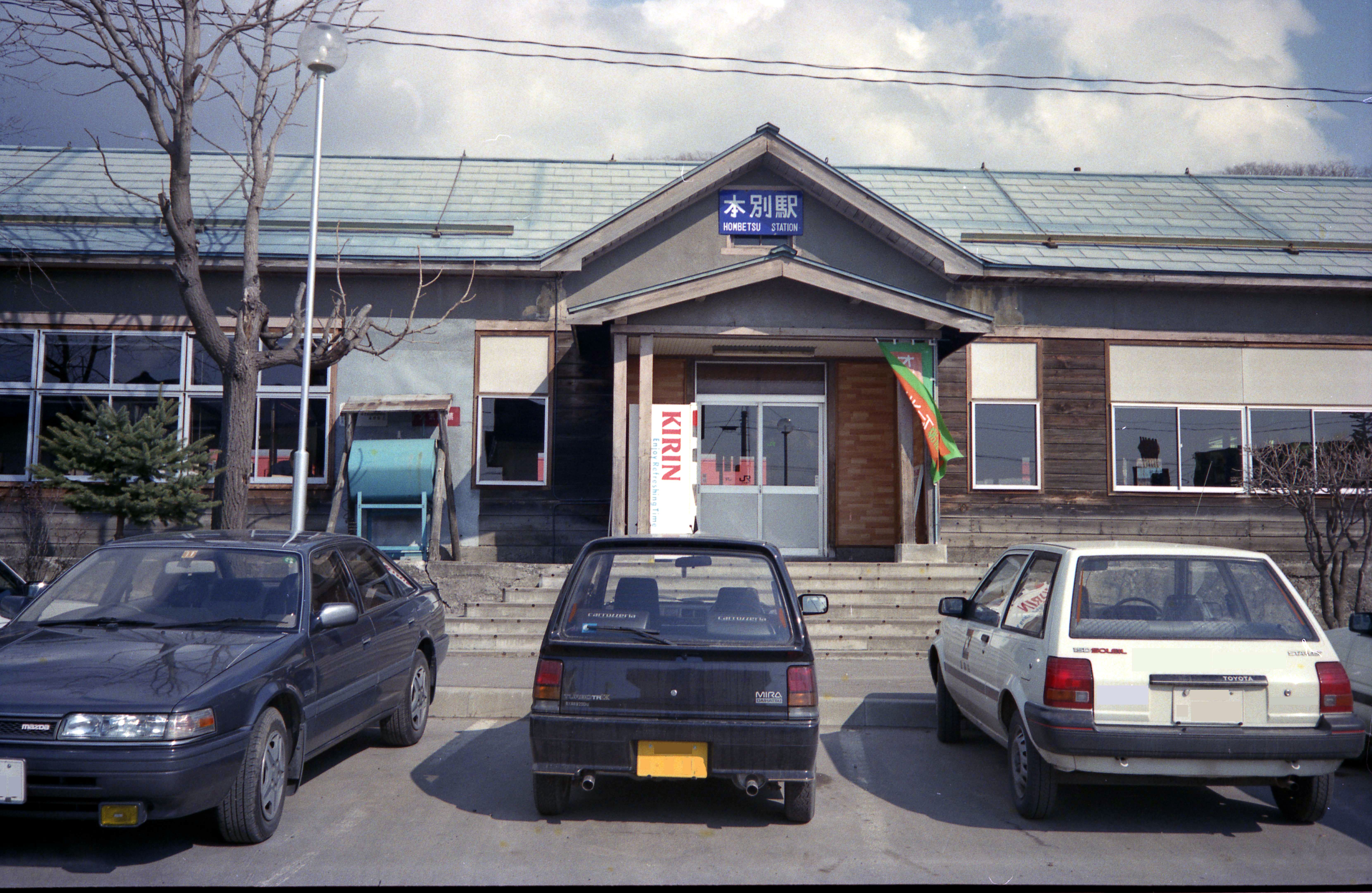
JR北海道時代的本別站（1989年3月）

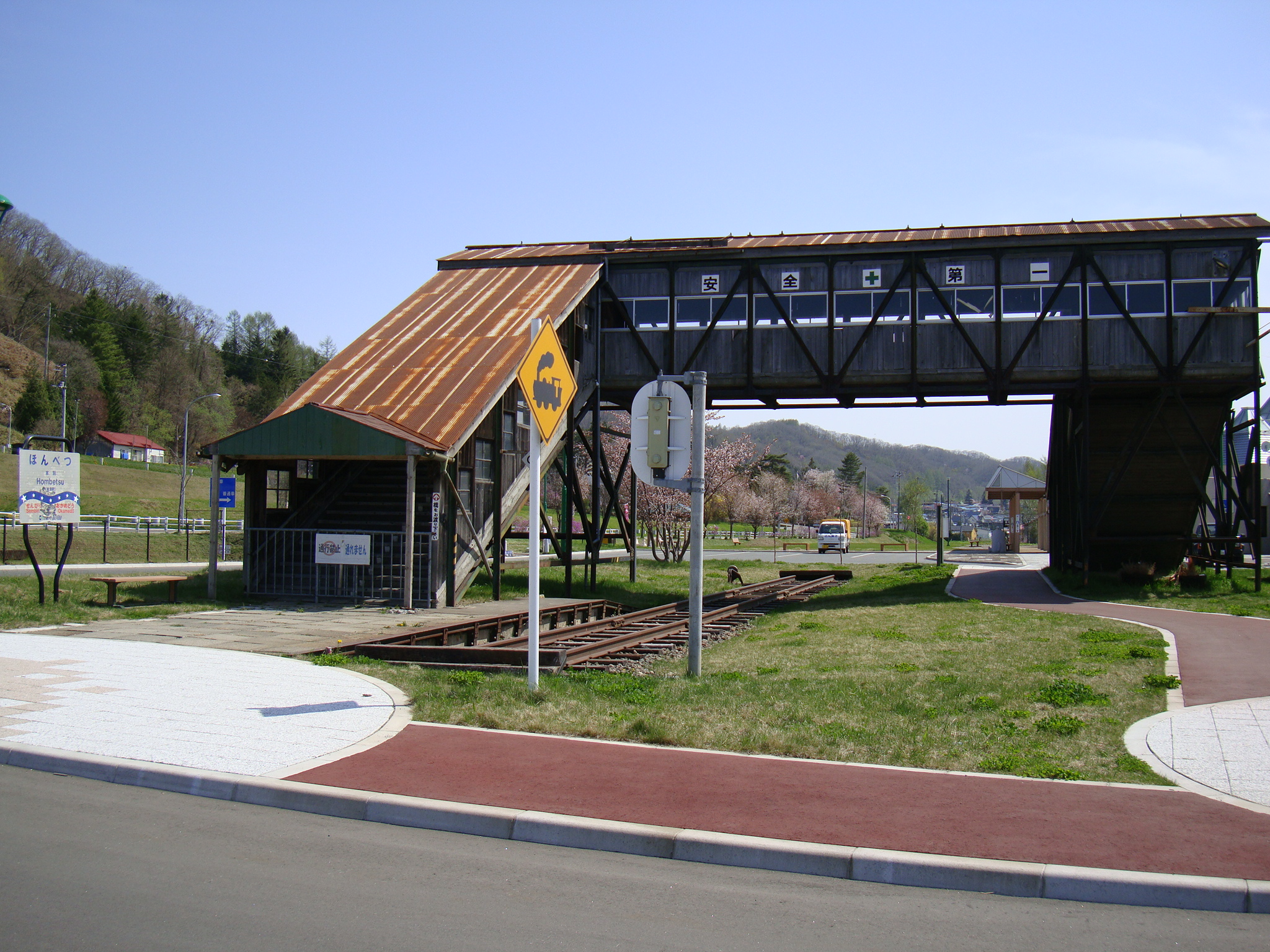
廢除後的樣子

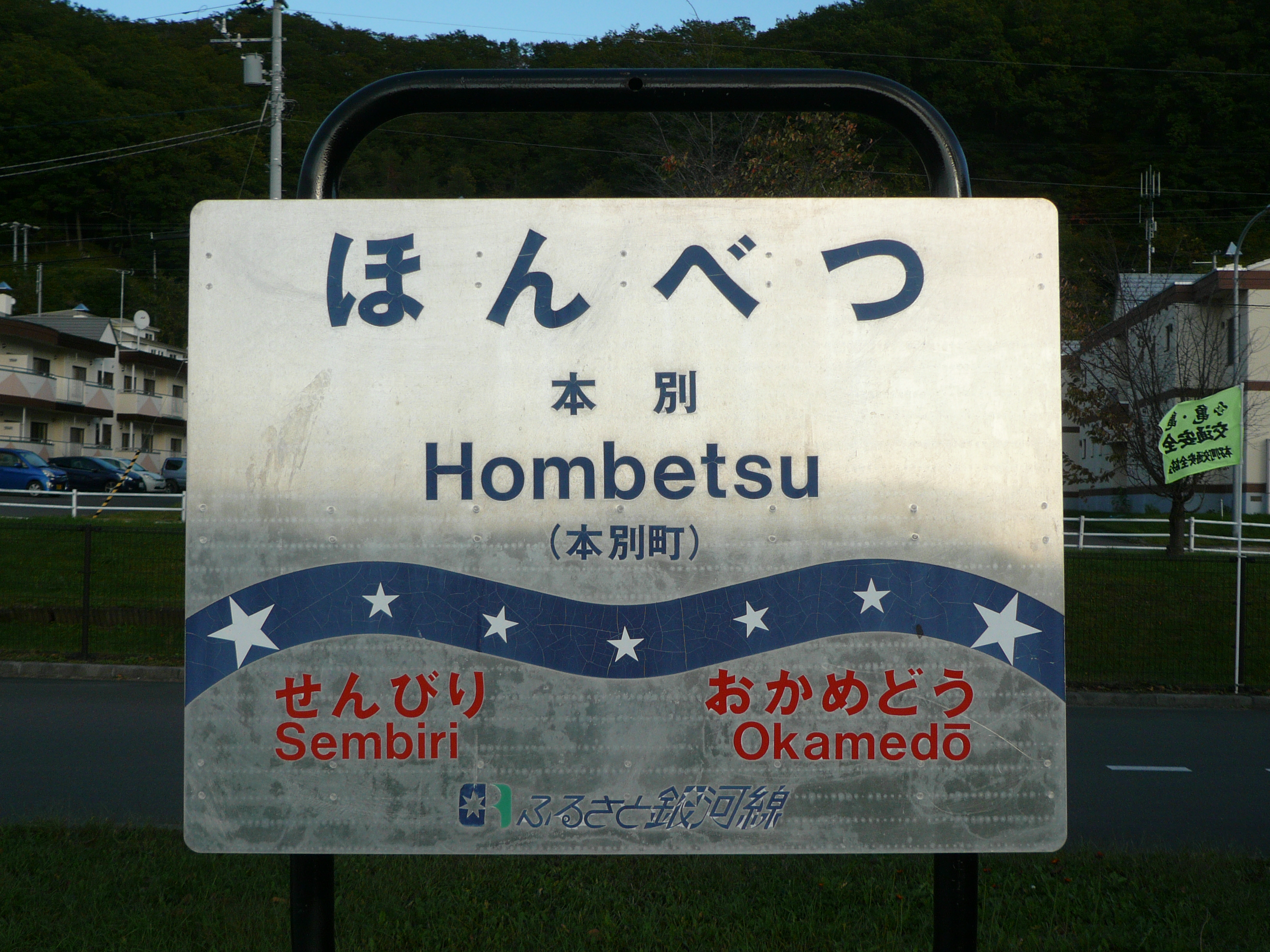
本別站的站名牌

本別站（日语：／ Hombetsu eki */?）是位於北海道中川郡本別町北3丁目，北海道池北高原鐵道的故鄉銀河線車站（廢站）。隨著故鄉銀河線廢線，車站在2006年（平成18年）4月21日廢除。

## 歷史
- 1910年（明治43年）9月22日 - 鐵道院網走線池田站至淕別站之間開通，此站啟用，當時站名日文讀法為「ぽんべつえき」[3][4]。當時為一般車站。
- 1912年（大正元年）11月18日 - 池田至網走路線改名為網走本線[1]。
- 1914年（大正3年） - 王子製紙（日语：王子製紙 (初代)）可以以流送方式運送木材至車站附近（利別川西南方）。在本線設有路軌分支，連接1500米長專用線（現時：南4丁目 下水道管理中心附近[5]）。
- 1916年（大正5年） - 富士製紙（日语：富士製紙）在車站後方設置儲木場。在上浦幌上川上附近至中間設有馬車路軌。儲木場專用線長300米（鋪設時期不詳）。
- 1949年（昭和24年）6月1日 - 日本國有鐵道成立，成為日本國有鐵道車站。
- 1950年（昭和25年） - 王子製紙停止木材流送。
- 1961年（昭和36年）
  - 3月20日 - 站名讀法改為ほんべつ[4]。
  - 4月1日 - 池田至北見之間改名為池北線，成為池北線車站[1]。
- 1982年（昭和57年）9月10日 - 結束處理貨物。
- 1984年（昭和59年）2月1日 - 結束處理行李。
- 1987年（昭和62年）4月1日 - 伴隨國鐵分割民營化，車站由北海道旅客鐵道（JR北海道）營運[6]。
- 1989年（平成元年）6月4日 - 北海道池北高原鐵道繼承池北線[1][7][8][9][10]。
- 1991年（平成3年）9月11日 - 本別站「斯特拉廣場」開幕[11]。
- 2006年（平成18年）4月21日 - 故鄉銀河線全線廢除[2][12]，此站也廢除。站內變成十勝巴士（日语：十勝バス）本別詢問處。
- 2009年（平成21年）4月26日 - 開設道之驛斯特拉★本別（日语：道の駅ステラ★ほんべつ）[13]。

## 車站構造
截至車站廢除前，此站是地面車站，設有2面3線的單式與島式月台。在廢除時沒有使用第三月台。此站是職員配置站（星期六及假日休息，早上7時5分至下午3時30分之間營業。只有1名站長當值。當職員不足時會從足寄站安排職員前往此站當值）。在廢除前1個月（2006年3月18日後，但是3月20日除外），星期六及假日也營業。
站內可購買北海道旅客鐵道（JR北海道）鐵路線的普通乘車票、特急票和指定席票。也可購買JR北海道星光商品。
車站大樓同時是「本別町社區中心斯特拉廣場」。大樓內設有銀河線本別站內簡易郵局。

### 月台
| 月台 | 路線       | 方向         | 目的地         |
| ---- | ---------- | ------------ | -------------- |
| 1    | 故鄉銀河線 | 下行         | 足寄、陸別方向 |
| 2    | 故鄉銀河線 | 上行         | 池田、帶廣方向 |
| 3    | 故鄉銀河線 | （停止使用） | （停止使用）   |

## 站名的由來
車站名稱源自阿伊努語的「ポンペツ」，其意思是小河。

## 車站周邊與現況
此站是本別町的代表車站。
車站大樓經過翻新後，於2009年（平成21年）4月26日開設道之驛斯特拉★本別。
另外跨線橋也進行工程，變成鐵道紀念館的一部分，而28米長的路軌也復原，由於路軌的地方已經被填滿，因此月台與路軌位於同一平面上。
靠近月台的設施由於建設道之驛，使大部分東西均撤走。跨線橋、站名牌和部分路軌變成停車場。
- 北海道道499號勇足本別停車場線
- 北海道道658號本別本別停車場線
- 北海道道770號美里別本別停車場線
- 本別町公所
- 本別警署（日语：本別警察署）
- 本別郵局
- 銀河線本別站內簡易郵局
- 本別町農業協同組合（JA本別町）
- 帶廣信用金庫（日语：帯広信用金庫）本別支店
- 北洋銀行本別分店
- A-Coop（日语：エーコープ） 本別店
- 北海道本別高等學校（日语：北海道本別高等学校）
- 本別公園
- 本別町歷史民俗資料館
- 國道242號（日语：国道242号）
- 十勝巴士（日语：十勝バス） 本別、浦幌生活維持路線巴士「本別」巴士站
- 網走觀光交通（日语：網走観光交通） 太陽之丘循環巴士「本別道之驛」巴士站

## 相鄰車站
北海道池北高原鐵道
故鄉銀河線
岡女堂－本別－仙美里

## 注腳
1. 1 2 3 4   田中和夫（監修）. . 上巻 国鉄・JR線. 北海道新聞社（編集）. 2002-07-15: 236–237頁. ISBN 978-4-89453-220-5. ISBN 4-89453-220-4 （日语）.
2. 1 2 3  北見現代史編集委員会（編集）. . 北見市: 981頁. 2007-01 （日语）.
3. ↑  《官報》1910年09月17日 鉄道院告示第81号 （页面存档备份，存于）（國會圖書館）
4. 1 2  今尾惠介（監修）.  1 北海道. 新潮社. 2008: 41. ISBN 978-4-10-790019-7 （日语）.
5. ↑  國土地理院 地圖、航空相片參閲服務 1948年美軍拍攝 USA-R353-40（日語）
6. ↑  太田幸夫.  1. 札幌市: 富士コンテム. 2004-02-29: 139. ISBN 4-89391-549-5 （日语）.
7. ↑  田中和夫（監修）. . 下巻 SL・青函連絡船他. 北海道新聞社（編集）. 2002-12-05: 222頁–223頁. ISBN 978-4-89453-237-3. ISBN 4-89453-237-9.
8. ↑  北見現代史編集委員会（編集）. . 北見市: 952頁,954頁. 2007-01 （日语）.
9. ↑  ふるさと銀河線10周年記念事業実行委員会（編集）. : 21–24頁、95頁. 1999-06-04 （日语）.
10. ↑  . 北海道新聞 (北海道新聞社). フォト北海道（道新写真データベース）. 1989-06-03  [2016-11-25]. （原始内容存档于2016年11月25日） （日语）.
11. ↑  “本別駅の改築記念入場券、11日に発売－ふるさと銀河線” 北海道新聞 (北海道新聞社): p18. (1991年9月6日 夕刊)
12. ↑  . 北海道新聞 (北海道新聞社). フォト北海道（道新写真データベース）. 2006-04-21  [2016-11-25]. （原始内容存档于2016年11月25日） （日语）.
13. 1 2  “全面開業の道の駅「ステラ」 「本別の魅力を発信」 町長ら出席しセレモニー”. 北海道新聞 (北海道新聞社). (2009年4月27日)
14. ↑  “赤レンガ建築賞に本別町ステラプラザ”. 北海道新聞 (北海道新聞社). (1992年3月24日)
15. ↑  “視点 旧本別駅活用し4月、「道の駅」開設 「町民力」で活性化を 目立たぬ駐車場、販売スペース限定 町は運営団体に期待”. 北海道新聞 (北海道新聞社). (2009年2月10日)
16. ↑  “ふるさと銀河線 28メートルだけ復活 旧本別駅構内 記念館整備で”. 北海道新聞 (北海道新聞社). (2009年6月11日)